# Asige
Asige est un village et une paroisse en Halland, Suède. Le village a une population de 60 habitants et une superficie de 10 hectares. 